# 王圣 (足球运动员)
王圣（1981年8月1日—），男，山东青岛人，中国足球运动员，司职后卫。

## 职业生涯
王圣在1993年进入大连青年队，1999年正式进入大连实德一线队，成为一名职业足球运动员。2000-2002年赛季王圣帮助大连实德队实现三连冠霸业。
2007年12月，在大连实德效力多年的王圣被俱乐部挂牌，2008年1月武汉光谷与大连达成协议并支付了380万元转会费。但王圣之后因故迟迟未与俱乐部签约，几乎宣布退役，但是最终顺利加盟球队。
但是时隔不久，武汉光谷即退出了中超，2009年赛季前王圣又以租借方式返回了因为自由转会损失了后防主力冯潇霆的大连实德。
2010年，王圣兑现一年前诺言回到武汉，加盟中甲升班马湖北绿茵
2011年，因为工作合同与湖北队未能达成一致而无法继续为球队效力，最终王圣被乙级联赛球队抚顺新野作为领袖球员引进。
2012年，王圣加盟中甲联赛升班马重庆队。